# علي بن عبد الله بن محمد بن عبد المعين
علي بن عبد الله بن محمد بن عبد المعين بن عون. شريف وأمير مكة والحجاز، تولى الإمارة في العام 1905 بعد وفاة عمه الشريف عون الرفيق.
وإثر خلاف الأمير الشريف علي بن عبد الله مع أعضاء جمعية الاتحاد والترقي، نازعه على الإمارة ابن عمه الشريف حسين بن علي، «ملك الحجاز لاحقا»، الذي كان يرى أحقيته في الأمر، كونه الأكبر بين الأشراف ال عون، وهو نجل الشريف علي، أكبر أنجال أبيه الشريف محمد بن عون.
فبقي الشريف علي بن عبد الله في منصبه ثلاث سنوات، حتى غلب عليه الشريف حسين بن علي، وأصبح مهددا من الاتحاديين في الإستانة.
فتنازل الأمير علي عن الإمارة، إذ صدرت الأوامر بتولي الشريف حسين للأمر، الذي سمح بالاكتفاء بنفي بن عمه، الأمير المخلوع، الشريف علي إلى مصر، بعد توسط أنجال الشريف حسين، «الملوك لاحقا علي وعبد الله وفيصل» لخالهم الأمير علي بن عبد الله، فرافقه الأمير عبد الله بن الحسين «ملك الأردن لاحقا» إلى منفاه في مصر، التي بقي فيها مقيما و ذهب معه وزيره عبيد بن حمود الشيباني جد ذوي بخيت من ذوي خليفه من الشيابين و رجع عبيد بن حمود للحجاز مره اخر في مدينة الطائف و بقا فيها حتا توفى رحمه الله 

## نسبه
هو علي بن عبد الله بن محمد بن عبد المعين بن عون بن محسن بن عبد الله بن الحسين بن عبد الله بن الحسن بن محمد أبو نمي الثاني بن بركات الثاني بن محمد بن بركات الأول بن الحسن الثاني بن علي بن عجلان بن رميثة بن محمد أبو نمي الأول بن الحسن بن علي الأكبر بن قتادة بن إدريس بن مطاعن بن عبد الكريم بن عيسى بن الحسين بن سليمان بن علي بن عبد الله بن محمد الثائر  بن موسى الثاني بن عبد الله الرضى  بن موسى الجون بن عبد الله المحض بن الحسن المثنى بن الحسن السبط بن علي بن أبي طالب بن عبد المطلب الهاشمي القرشي.
| المناصب السياسية                      | المناصب السياسية | المناصب السياسية                     |
| ------------------------------------- | ---------------- | ------------------------------------ |
| سبقه عون الرفيق بن محمد بن عبد المعين | أمراء الحجاز -   | تبعه عبد الإله بن محمد بن عبد المعين |